# Pro Evolution Soccer 2009
 (juillet 2017).
Si vous disposez d'ouvrages ou d'articles de référence ou si vous connaissez des sites web de qualité traitant du thème abordé ici, merci de compléter l'article en donnant les références utiles à sa vérifiabilité et en les liant à la section « Notes et références ».
Pro Evolution Soccer 2009 (souvent abrégé PES 2009) est un jeu vidéo de football, édité et développé par Konami. C'est le 8e jeu de la série Pro Evolution Soccer. Le jeu est sorti en Europe le 16 octobre 2008 sur PlayStation 3, Xbox 360, Windows et téléphones mobiles et le 30 octobre 2008 sur PlayStation 2 et PSP. La version Wii est sortie le 26 mars 2009.
Après un volet 2008 très critiqué pour son rendu "arcade" et la montée en puissance de son grand rival FIFA 08, ce nouvel épisode revient aux sources avec un gameplay retouché, de nouveaux modes de jeu (notamment "Be A Legend" comme la Ligue des champions)[réf. nécessaire]. L'argentin Lionel Messi sera l'ambassadeur de ce nouvel épisode. On peut néanmoins signaler que cette version est dépourvue du mode communauté, mode qui avait vu le jour en 2008, qui sera réhabilité pour le PES2010.